# RTV Euro AGD
RTV Euro AGD — коммерческое обозначение польской кoмпании Euro-net sp. z o.o., основанной в 1990 году. Специализируется на розничной торговле электроникой, крупной и малой бытовой техникой, бытовой электроникой: телевизорами, компьютерами, планшетами, телефонами, фотооборудованием, приставками и играми к ним, а также аксессуарами.
В Польше компания обычно называется «Euro», её крупнейшим конкурентом является немецкая розничная сеть Media Markt. Euro-net — девятая по величине частная компания в Польше с годовым объёмом продаж в 4,5 млрд злотых (1,1 млрд долл.) в 2015 году. (общая стоимость рынка бытовой электроники и бытовой техники в Польше в 2015 году составила 23,2 млрд злотых).
В первые годы своей деятельности (1990—1994) компания работала на рынке Варшавы, а в последующие годы расширила сеть продаж по всей Польше. В 2014 году сеть насчитывала 100 магазинов по всей Польше..
В настоящее время RTV Euro AGD, насчитывает 270 магазинов в 171 городе, а также интернет-магазин (открыт в 2015 году). В 111 магазинах сети действует услуга Tax free для иностранных граждан. 
Магазины RTV Euro AGD чаще всего располагаются в больших торговых центрах крупных городов.
RTV Euro AGD является официальным дилером многих мировых брендов, а также лидеров польского производства.
Ассортимент продуктов, которые RTV Euro AGD продает в своих стационарных и интернет-магазинах, включает:
- бытовую электронику — телевизоры, домашние кинотеатры, фотоаппараты и спортивные камеры, портативная электроника (MP3-плееры, наушники, колонки и др.), aвтомобильные аудиосистемы, навигационные устройства и многое другое.
- бытовую технику — малая и большая бытовая техника, например, воздухоочистители, кофемашины, холодильники, посудомоечные машины, сушилки для одежды.
- компьютеры и мобильные телефоны — ноутбуки и настольные компьютеры, планшеты, смартфоны и аксессуары, а также проекторы и мониторы.
- развлечения — игры для персональных компьютеров, PlayStation и Xbox, игровые приставки, программное обеспечение и игровые продукты — кресла, контроллеры.